# Я не согласен ни с одним словом, которое вы говорите, но готов умереть за ваше право это говорить
«Я не согласен ни с одним словом, которое вы говорите, но готов умереть за ваше право это говорить» (вариант: «Я не разделяю ваших убеждений, но готов умереть за ваше право их высказывать») — крылатое выражение о принципах свободы слова, приписываемое Вольтеру (без указания произведения). На самом деле авторство принадлежит английской писательнице Эвелин Холл: похожая фраза появилась в её биографической книге «Друзья Вольтера» (англ. The Friends of Voltaire; 1906):

I disapprove of what you say, but I will defend to the death your right to say it.

В книге эта фраза прозвучала в вымышленном эпизоде сожжения книги Гельвеция «Об уме».
Эвелин Холл опиралась на такие высказывания Вольтера, как фраза из «Трактата о веротерпимости»:

Не только очень жестоко преследовать в этой краткой жизни тех, кто мыслит иначе, чем мы, но я не знаю, не дерзко ли это — говорить об их вечном проклятии.
Оригинальный текст (фр.)Non seulement il est bien cruel de persécuter dans cette courte vie ceux qui ne pensent pas comme nous, mais je ne sais s'il n'est pas bien hardi de prononcer leur damnation éternelle.

Впервые без ссылки на Эвелин Холл фраза была приписана Вольтеру в «Ридерз дайджест» (номер за июнь 1934 года). Настоящий автор фразы специально дала интервью по этому поводу:

Я не хотела создать впечатление, что это подлинные слова Вольтера и удивилась бы, если бы они были найдены в каком-нибудь из его произведений. Это всего лишь парафраз слов Вольтера из «Трактата о терпимости» — «Думайте сами и позволяйте другим думать тоже».
Оригинальный текст (англ.)I did not mean to imply that Voltaire used these words verbatim and should be surprised if they are found in any of his works. They are rather a paraphrase of Voltaire’s words in the Essay on Tolerance — «Think for yourselves and let others enjoy the privilege to do so too».

В книге Норберта Гутермана псевдовольтеровская фраза приводится как подлинные слова Вольтера будто бы из его письма к аббату ле Ришу (фр. Le Riche) от 6 февраля 1770 года:

Мне ненавистно то, что вы пишете, но я отдал бы свою жизнь за то, чтобы вы могли и дальше писать.
Оригинальный текст (фр.)Je déteste ce que vous écrivez, mais je donnerai ma vie pour que vous puissiez continuer à écrire.

Письмо Вольтера этому адресату с этой датой действительно существует, однако такой фразы в нём нет и оно вообще посвящено совершенно другой теме.